# Músculs lumbricals de la mà
Els músculs lumbricals de la mà (musculi lumbricales manus), són músculs intrínsecs de la mà que flexionen les articulacions metacarpofalàngiques i s'estenen les articulacions interfalàngiques. Amb l'ajuda dels músculs interossis, flexionen simultàniament les metacarpofalàngiques mentre estén ambdues articulacions interfalàngiques del dit en què s'insereix.
També hi ha músculs lumbricals del peu que tenen una acció similar, encara que aquests presenten menys problemes clínics.

## Estructura
Hi ha quatre d'aquests músculs a cada mà; són petits, i fan pensar en cucs. Aquests músculs són inusuals en què no s'adhereixen a l'os. En el seu lloc, s'adhereixen de manera proximal als tendons del flexor profund i distal a les expansions extensors.
| Múscul | Forma      | Origen | Inserció |
| Primer | unipennat  | S'origina al costat radial del tendó més radial del flexor profund (corresponent al dit índex).                                                                                      | Després passa al llarg del costat radial del dit índex per inserir en l'expansió extensor prop de l'articulació metacarpofalàngica.               |
| Segon  | unipennats | S'origina al costat radial de la segona tendó més radial de l' flexor profund (que correspon al dit mig).                                                                            | Es passa posteriorment al llarg del costat radial del dit mig i s'insereix en l'expansió de l'extensor, prop de l'articulació metacarpofalàngica. |
| Tercer | bipennat   | Un cap s'origina en el costat radial del tendó del flexor profund dels corresponent del dit anular, mentre que els altres s'originen en el costat cubital del tendó del dit del mig. | El múscul passa posteriorment al llarg del costat radial del dit anul·lar per inserir-se en la seva expansió extensor.                            |
| Quart  | bipennat   | cap s'origina en el costat radial del tendó flexor profund dels corresponents a la dit petit, mentre que els altres s'origina en el costat cubital del tendó per al dit anular.      | El múscul passa posteriorment al llarg del costat radial del dit petit per inserir en la seva expansió extensor.                                  |

## Innervació i irrigació
El primer i segon lumbricals (els dos més radials) estan innervats pel nervi medià. El tercer i quart lumbricals (els dos més cubitals) estan innervats per la branca profunda del nervi cubital.
Aquesta relació medià-cubital, 2:2, és la innervació habitual dels lumbricals (amb una incidència de 60% dels individus). No obstant això, 1:3 es dona en el 20% dels individus; i 3:1 també en un 20% dels individus. La innervació dels lumbricals sempre segueix el patró d'innervació de la unitat muscular associada del flexor profund (és a dir, si les unitats musculars que irriguen el tendó del dit mitjà estan innervats pel nervi medià, el segon lumbrical també és innervat pel nervi medià).
Per a aquests músculs, hi ha quatre fonts diferenciades d'aportació de sang, d'irrigació sanguínia: l'arc palmar superficial, l'artèria digital palmar comú, l'arc palmar profund, i l'artèria dorsal digital.

## Imatges

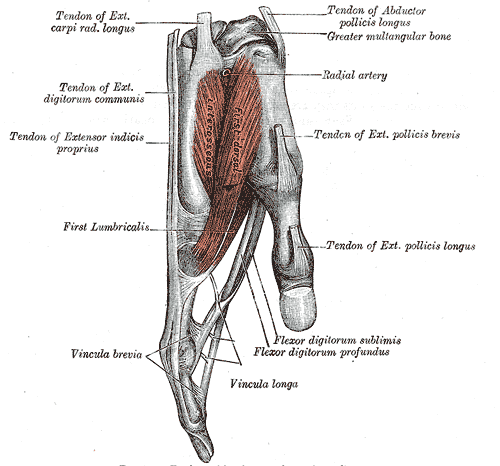
Tendons del dits.

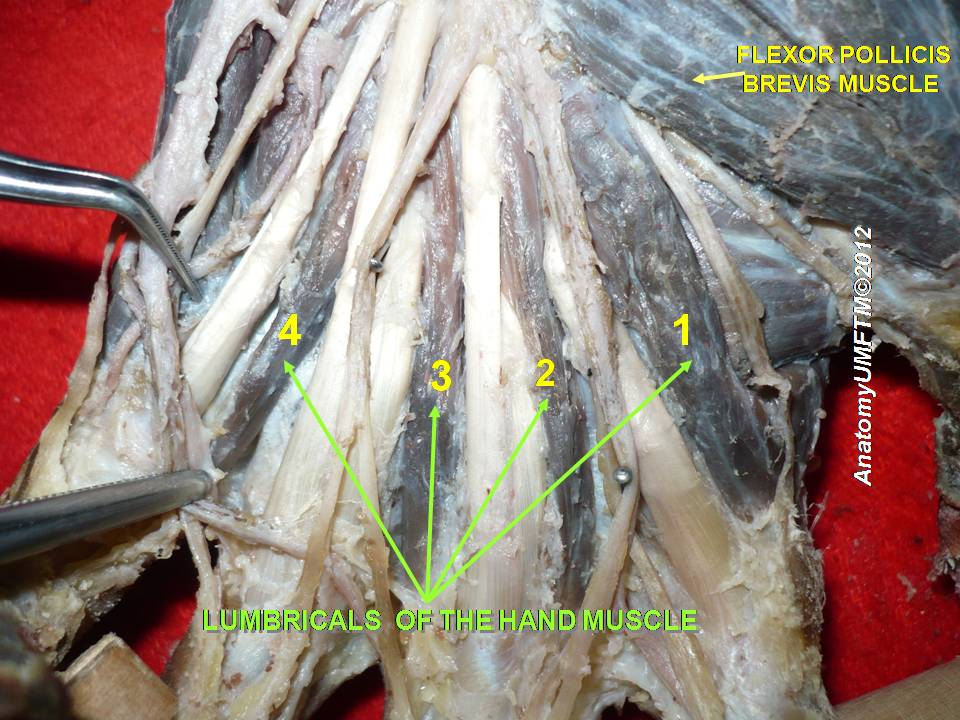
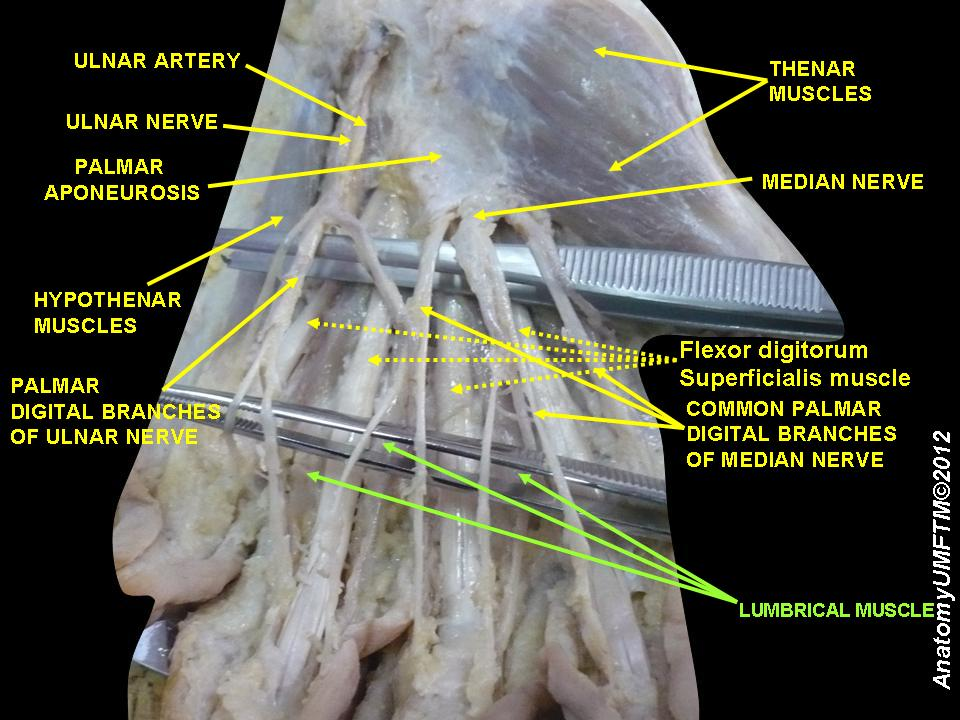
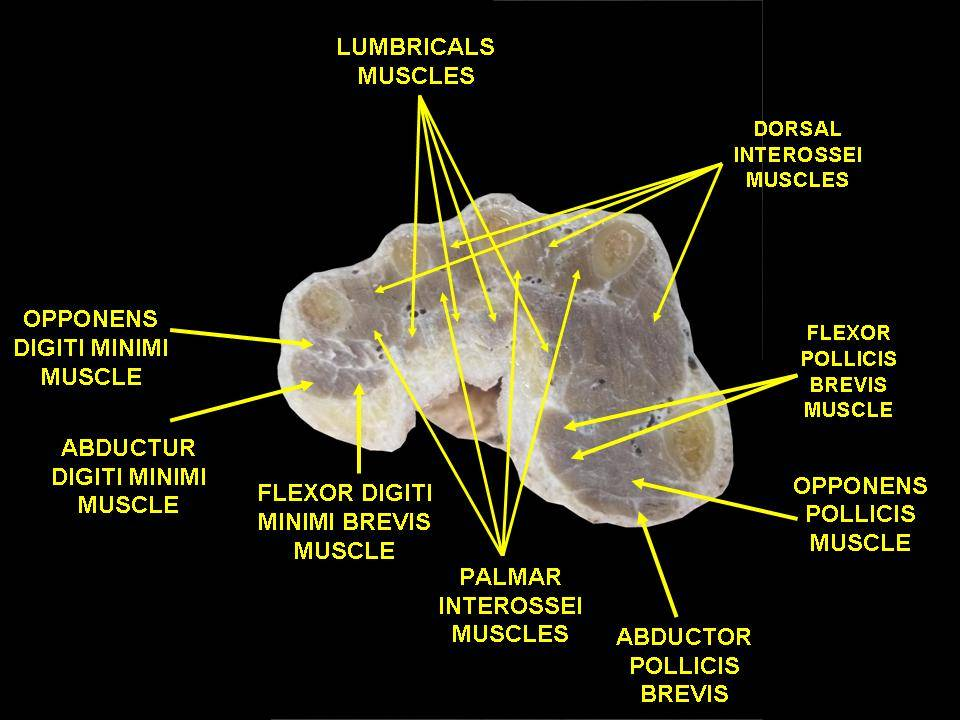
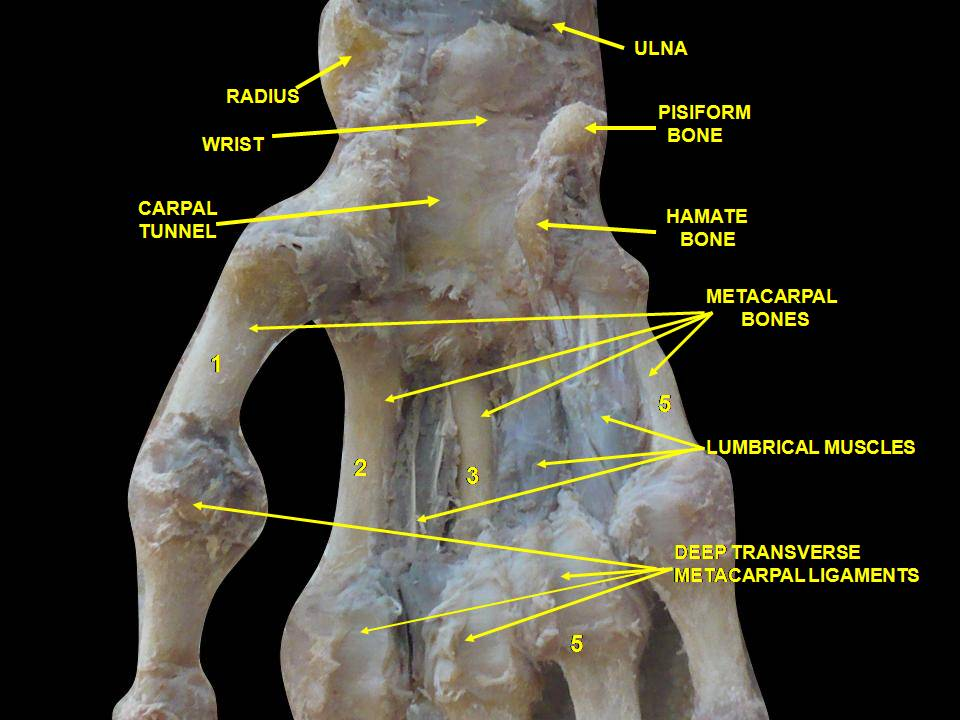